# Expédition 41 (ISS)
Insigne de la mission
Équipage de l'expédition 41
Chronologie
Expédition 40  Expédition 42 
L'Expédition 41 est la 41e mission de longue durée à la station spatiale internationale (ISS). 

## Équipage
| Position           | Première Partie (septembre 2014)           | Seconde Partie (septembre 2014 à novembre 2014) |                                    |
| ------------------ | ------------------------------------------ | ----------------------------------------------- | ---------------------------------- |
| Commandant         | Maxime Souraïev, RSA 2e vol spatial        | Maxime Souraïev, RSA 2e vol spatial             |                                    |
| Ingénieur de vol 1 | Gregory Reid Wiseman, NASA 1er vol spatial | Gregory Reid Wiseman, NASA 1er vol spatial      |                                    |
| Ingénieur de vol 2 | Alexander Gerst, ESA 1er vol spatial       | Alexander Gerst, ESA 1er vol spatial            |                                    |
| Ingénieur de vol 3 |                                            | Aleksandr Samokoutiaïev, RSA 2e vol spatial     |                                    |
| Ingénieur de vol 4 |                                            | Yelena Serova, RSA 1er vol spatial              | Yelena Serova, RSA 1er vol spatial |
| Ingénieur de vol 5 |                                            | Barry Wilmore, NASA 2e vol spatial              |                                    |

## Déroulement de l'expédition

### Sorties extravéhiculaires
- 7 octobre : Gregory Reid Wiseman et Alexander Gerst déplacent un module de pompe en panne vers une position de stockage permanent, installent un système d'alimentation électrique de secours pour le Mobile Transporter et remplacent un des éclairages du bras robotique (durée : 6 h 13 min).
- 15 octobre : Gregory Reid Wiseman et Barry E. Wilmore remplacent le module SSU du système de production d'énergie 3A, déplacent le système APFR/TS, démontent le pied de la caméra 7, déplace l'équipement de transmission wifi vidéo de CP8 à CP11, installent une caméra externe au niveau de CP8(durée : 6 h 34 min)[2].
- 22 octobre : Maxime Souraïev et Aleksandr Samokoutiaïev démontent et éjectent l'expérience Radiometriïa qui était fixée sur la plateforme Plane II du module Zvezda, retirent le couvercle protecteur de l'expérience EXPOSE-R, prélèvent des échantillons du hublot de l'écoutille du module Poisk et photographient l'extérieur du segment russe de la station spatiale (durée : 3 h 38 min)[3].